# Йенс Герлах
Йенс Герлах (на немски: Jens Gerlach) е германски поет и сатирик от Хамбург, работил предимно в Германската демократична република.

## Биография
Роден е в Хамбург в семейство на служител. На 17-годишна възраст Герлах е призован във Вермахта, а след 2 години на фронта прави опит да дезертира, но е заловен. Обвинен е в „разложение на армията“ и е пратен в наказателна рота за обезвреждане на пехотни мини. Попада в американски плен.
След Втората световна война работи като докер в хамбургското пристанище и като рекламен агент. През 1947 – 1951 г. следва живопис и история на изкуството, печата в леви западногермански издания.

## Творби
В 1953 г. Йенс Герлах публикува книгата си с политическа лирика „Твой глас искам да стана“ (1953) и се преселва в ГДР. Там се изявява като лирик, сатирик, автор на песни и кантати, породени от стремежа към „социализъм с човешко лице“. Прецизните му лирически етюди от сборника „Светлина и мрак. Стихове за любовта“ (1963) са последвани от язвителни сатири в „Снимки от Запада“ (1965). В оригинални по форма стихотворения и балади от книгата „Джаз“ (1966) Йенс Герлах пресъздават стила на негърските блусове и разкрива личната и социална драма на техните създатели.

## Признание
За творчеството си поетът е отличен с литературната награда „Хайнрих Хайне“ на Министерството на културата на ГДР (1967).